# Store Hedenske Hær
Den Store Hedenske Hær (The Great Heathen Army, angelsaksisk mycel hæþen here eller micel hæðen here eller "den store hær" (micel here eller "den store danske hær") var en vikingehær, som plyndrede og erobrede store dele af England i slutningen af det niende århundrede. Kilderne giver ingen præcise oplysninger om hærens størrelse til forskel fra mange andre skandinaviske hære i perioden, som er velbeskrevne, men den var helt klart blandt de største styrker af sin slags og bestod af hundreder af skibe og flere tusinde krigere.
Den angelsaksiske krønike er en af de vigtigste kilder til hærens gøren og laden.
Hæren kan have sin oprindelse i den skare vikinger, der i 845 angreb Paris, måske anført af den legendariske Regnar Lodbrog. De invaderede det nuværende Nordfrankrig fra 850, plyndrede gentagne gange Rouen og flere mindre byer og havde sandsynligvis baser i området.
Hæren kom til Storbritannien i slutningen af 865 og landede i East Anglia for at bosætte sig der. Nordiske sagn beretter hæren anførtes af Lodbrogssønnerne Halfdan Vidfavne, Ivar Benløs og Ubbe, og at at invasionen var svar på at Ella af Northumbria dræbte Regnar Lodbrog.
I slutningen af 866 erobredes Northumbria, som forinden havde været ramt af interne stridigheder, og derefter East Anglia. I 867 blev York erobret efter et slag.
871 kom den "store sommerhær" fra Skandinavien. Denne forstærkede den store hedenske hær, og sammen kunne de i 874 erobre Mercia. Deres ophold i Derbyshire bevidnes blandt andet af en massegrav for 250 ved Repton og af Heath Wood-gravhøjene i nærheden. Samme år bosatte en væsentlig del af styrken sig i de erobrede områder, fulgt af en anden gruppe i 877. Halfdan flyttede nordover for at angribe pikterne, mens Guthrum blev tilbage som anfører i syd, og i 876 fik de selskab af flere styrker og vandt slaget ved Wareham. Alfred den Store slog igen og besejrede endelig hæren i slaget ved Edington 878.
Efter Edington sluttede Alfred den Store og Guthrum fred, og Danelagen blev etableret.
Bosættere fra hedningehæren grundlagde kongeriget York, som fandtes (med afbrydelser) til 950'erne.

## Konsekvenser
Kampen mod hedningehæren medvirkede til udviklingen af befæstede byer burhs og andre forsvarssystemer, og efterhånden som de engelske konger tilbageerobrede de skandinaviske områder, blev burhs også introduceret der.

## Billeder
- Illustration af invasionen i 870'erne, fra John Haaren: Famous Men of the Middle Ages, 1904
- Illustration af Alfred den Store i danskernes lejr, fra John Haaren: Famous Men of the Middle Ages, 1904
- Den Store Hedenske Hærs bevægelser 865-879
- Den Store Hedenske Hærs bevægelser 892-896